# The Duke (Jorn)
The Duke è il quarto studio album degli Jorn,lo pseudonimo dietro cui si cela il cantante hard rock norvegese Jørn Lande; questo album segna proprio il passaggio nella carriera solista del vocalist, fino ad allora portata in giro semplicemente con il suo nome, che d'ora in poi verrà identificato come band.
Questo disco vede inoltre il ritorno del chitarrista Tore Moren (che aveva collaborato col frontman sull'album Worldchanger) che va a coadiuvare l'oramai fisso Jørn Viggo Lofstad, formando un sodalizio chitarristico che continuerà fino al presente della band.
A questo duo si unisce la coppia ritmica formata dall'ex-batterista dei The Snakes, Willy Bendiksen, e l'ex-bassista dei TNT e Vagabond, Morty Black, che avevano collaborato in passato con Lande. Da questo momento, anche loro (ma a fasi alterne) accompagneranno la band degli Jorn fino al presente.
Come il precedente disco, anche questo è interamente scritto da Lande e Lofstad.

## Tracce
1. We Brought the Angels Down – 4:29
2. Blacksong – 5:36
3. Stormcrow – 3:44
4. End of Time – 4:16
5. Duke of Love – 4:35
6. Burning Chains – 3:51
7. After the Dying – 4:59
8. Midnight Madness – 4:21
9. Are You Ready? – 3:06 – cover dei Thin Lizzy
10. Starfire – 5:26 – versione 2005

Traccia bonus
1. Noose – 5:00 – cover degli ARK

## Band
- Jørn Lande - Voce
- Jørn Viggo Lofstad - Chitarre
- Tore Moren - Chitarre
- Morty Black - Basso
- Willy Bendiksen - Batteria